# جینی رومتی
جینی رومتی، (به انگلیسی: Ginni Rometty) (زاده ژوئیه ۱۹۵۸) کارآفرین و مدیر ارشد اجرایی آمریکایی است، که اکنون به‌عنوان مدیر عامل اجرایی و رییس هیئت مدیره شرکت آی‌بی‌ام فعالیت می‌نماید.
وی دانش‌آموخته دانشگاه نورت‌وسترن در رشته مهندسی برق و نیز علوم رایانه (هر دو تا مقطع کارشناسی) می‌باشد. رومتی از سال ۱۹۸۱ که وارد آی‌بی‌ام شد، در سطوح مختلف مدیریتی فعالیت نمود و در سال ۲۰۰۲ به عنوان معاون مدیرعامل و رئیس بخش فروش، بازاریابی و استراتژی این شرکت انتخاب گردید. سپس در ماه ژانویه سال ۲۰۱۲ از سوی هیئت مدیره آی‌بی‌ام به مدیرعاملی شرکت منصوب شد. در اکتبر همان سال در پی بازنشستگی ساموئل پالمیسانو رئیس هیئت مدیره آی‌بی‌ام شد.
رمتی تاکنون ۸ بار نامش در فهرست ۵۰ زن قدرتمند در کسب‌وکار، که توسط مجله فرچون منتشر می‌شود، قرار گرفته‌است. در آخرین فهرست، در سال ۲۰۱۲ در رتبه نخست جای گرفت. همچنین در سال ۲۰۱۲ در فهرست فوربز از ۱۰۰ زن قدرتمند جهان؛ رتبه ۱۵ را به خود اختصاص داد. نام وی در همین سال در فهرست تایم ۱۰۰ نیز قرار داشت.